# Tulette
Tulette település Franciaországban, Drôme megyében. Lakosainak száma 2001 fő (2022. január 1.). Tulette Visan, Bouchet, Saint-Maurice-sur-Eygues, Suze-la-Rousse, Buisson, Sainte-Cécile-les-Vignes és Saint-Roman-de-Malegarde községekkel határos.

## Népesség
A település népessége az elmúlt években az alábbi módon változott:
| Lakosok száma | 1402 | 1507 | 1575 | 1857 | 1934 | 1963 | 1989 | 2012 | 2004 | 2001 |
|               | 1968 | 1982 | 1990 | 2006 | 2013 | 2015 | 2017 | 2019 | 2020 | 2022 |